# 托比亞克站
托比亞克站（法語：Tolbiac）是巴黎地鐵的一個車站。托比亞克站開通於1930年3月7日，是巴黎地鐵7號線的車站。托比亞克站位於義大利路和托比亞克路兩條道路的路口。車站的名稱取自於托比亞克路。

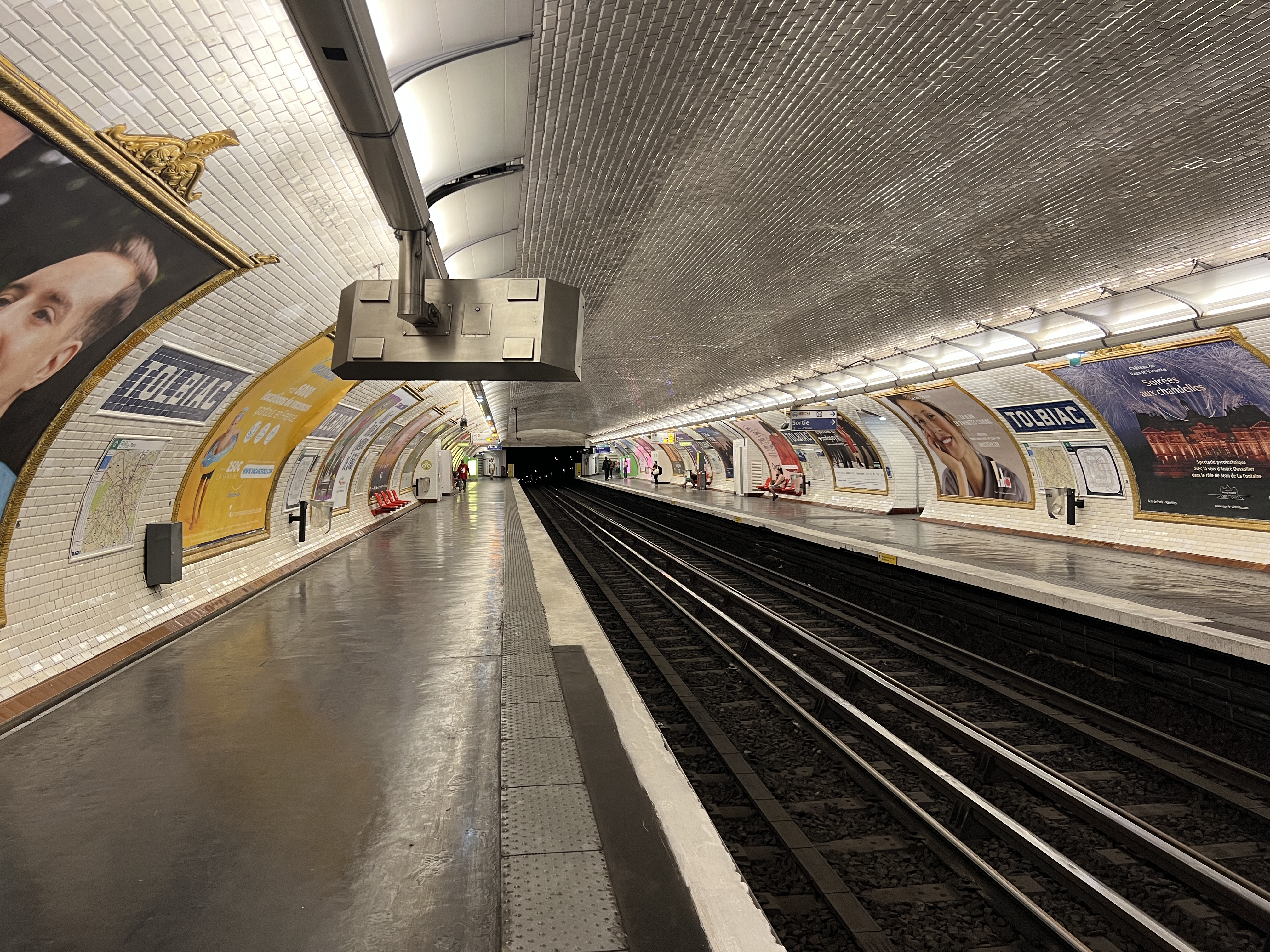
月台（2022年7月）

## 車站結構
| 街道      |                    |                                       |
| B1        | 連接層             |                                       |
| 7號線月台 | 側式月台，右側開門 | 側式月台，右側開門                    |
| 7號線月台 | 南行               | 往猶太城-路易·阿拉貢/伊夫里鎮（白樓） |
| 7號線月台 | 北行               | 往新庭-1945年5月8日（意大利廣場）     |
| 7號線月台 | 側式月台，右側開門 |                                       |